# エニシオ名駅
エニシオ名駅（エニシオめいえき）は、愛知県名古屋市中村区名駅にある高層オフィスビル。

## 概要
名古屋鉄道、大成建設などによる白川第三ビルの再開発計画で、2023年（令和5年）8月に竣工した。
1階は商業ゾーン。1階では「ローソン エニシオ名駅店」とドイツの家電ブランド「Miele Experience Center 名古屋」が営業を行っている。
2階から16階はオフィスゾーンとなり、名古屋鉄道の本社などが入居している。
地下1階、地下2階は機械式駐車場となっており地上と合わせて普通車39台、ハイルーフ車19台、荷捌用2台、合計60台の駐車が可能。また、地下1階は「ミヤコ地下街」に直結しており名古屋駅まで地下街経由で到達することも可能である。
なお、名称のエニシオは、縁（えにし）と繋がりの輪をイメージしたアルファベットの「O」。人・街・世界が有機的にリンクする新しいビジネスの創造を目指して名付けられている。

## 交通アクセス
- JR 名古屋駅・近鉄名古屋駅から徒歩で約4分。
- 名鉄名古屋駅・名古屋市営地下鉄東山線・桜通線 名古屋駅から徒歩で約3分。